# گمینا رادووو (استان اوپوله)
گمینا رادووو (استان اوپوله) (به لهستانی:  Gmina Radłów) یک گمینا در لهستان است که در شهرستان اولسنو واقع شده‌است. گمینا رادووو ۸۶٫۰۲ کیلومتر مربع مساحت و ۴٬۵۷۵ نفر جمعیت دارد.